# Draft WNBA 2011
2010 2012
La draft WNBA 2011 est la cérémonie annuelle de la draft WNBA lors de laquelle les franchises de la WNBA choisissent les joueuses dont elles pourront négocier les droits d’engagement.
Le choix s'opère dans un ordre déterminé par le classement de la saison précédente, les équipes les plus mal classées obtenant les premiers choix. Sont éligibles les joueuses américaines ou scolarisées aux États-Unis allant avoir 22 ans dans l'année calendaire de la draft, ou diplômées ou ayant entamé des études universitaires quatre ans auparavant. Les joueuses « internationales » (ni nées ni ne résidant aux États-Unis) sont éligibles si elles atteignent 20 ans dans l'année suivant la draft.
La draft se tient le 11 avril 2011 dans les studios d’ESPN à Bristol (Connecticut). Le premier tour est diffusé en haute définition, alors que les deux suivants sont retransmis sur NBA TV et ESPNU.

## Loterie de la draft
La loterie de la draft détermine l’ordre des premiers choix de la draft 2011. Elle s’est tenue le 2 novembre 2010. Le Lynx du Minnesota remportent le premier choix, le Shock de Tulsa le deuxième, le Sky de Chicago le troisième et le Lynx du Minnesota le quatrième. Les choix restants du premier tour et l’intégralité de ceux des tours suivants sont distribués dans l’ordre inverse des rapports victoire/défaite des équipes la  saison précédente.
Ci-dessous, les chances de chaque franchise d’obtenir les choix respectifs :
| Équipe                           | Bilan 2010 | Chances à la Loterie | Choix  | Choix  | Choix  | Choix  | Choix |
| Équipe                           | Bilan 2010 | Chances à la Loterie | 1er    | 2e     | 3e     | 4e     |       |
| -------------------------------- | ---------- | -------------------- | ------ | ------ | ------ | ------ | ----- |
| Shock de Tulsa                   | 6–28       | 44,2 %               | 44,2 % | 31,6 % | 18,1 % | 6,2 %  |       |
| Lynx du Minnesota                | 13–21      | 27,6 %               | 27,6 % | 31,0 % | 27,0 % | 14,4 % |       |
| Sky de Chicago                   | 14–20      | 17,8 %               | 17,8 % | 23,0 % | 31,7 % | 27,5 % |       |
| Lynx du Minnesota (depuis Conn.) | 17–17      | 10,4 %               | 10,4 % | 14,5 % | 23,2 % | 52,0 % |       |
| en jaune l’équipe désignée.      |            |                      |        |        |        |        |       |

## Joueuses invitées
Le 6 avril, la WNBA a annoncé l’invitation de 15 joueuses à assister à la cérémonie de la draft.
- Danielle Adams, Texas A&M
- Jessica Breland, North Carolina
- Liz Cambage, Bulleen Boomers (Australie)
- Sydney Colson, Texas A&M
- Victoria Dunlap, Kentucky
- Amber Harris, Xavier
- Jantel Lavender, Ohio State
- Maya Moore, Connecticut
- Kayla Pedersen, Stanford
- Ta'Shia Phillips, Xavier
- Jeanette Pohlen, Stanford
- Danielle Robinson, Oklahoma
- Carolyn Swords, Boston College
- Jasmine Thomas, Duke
- Courtney Vandersloot, Gonzaga

## Transactions[3]
- 11 mars 2010: Atlanta et San Antonio échangent leurs choix de second tour dans le cadre du transfert de Michelle Snow.
- 7 avril 2010: Connecticut reçoit un choix de second tour de Tulsa dans le cadre du transfert entre Chante Black et Amber Holt.
- 8 avril 2010: Minnesota reçoit le tour de premier choix de Connecticut et le second tour de Tulsa dans le cadre du transfert de Kelsey Griffin.
- 13 mai 2010: Chicago reçoit le choix de second tour de Los Angeles dans le cadre du transfert de Kristi Toliver.
- 27 mai 2010: Tulsa reçoit le choix de second tour d’Indiana dans le cadre du transfert Shavonte Zellous.
- 23 juillet 2010: Tulsa reçoit un choix de premier tour de Phoenix dans le cadre du transfert de Kara Braxton et Nicole Ohlde.

## Draft

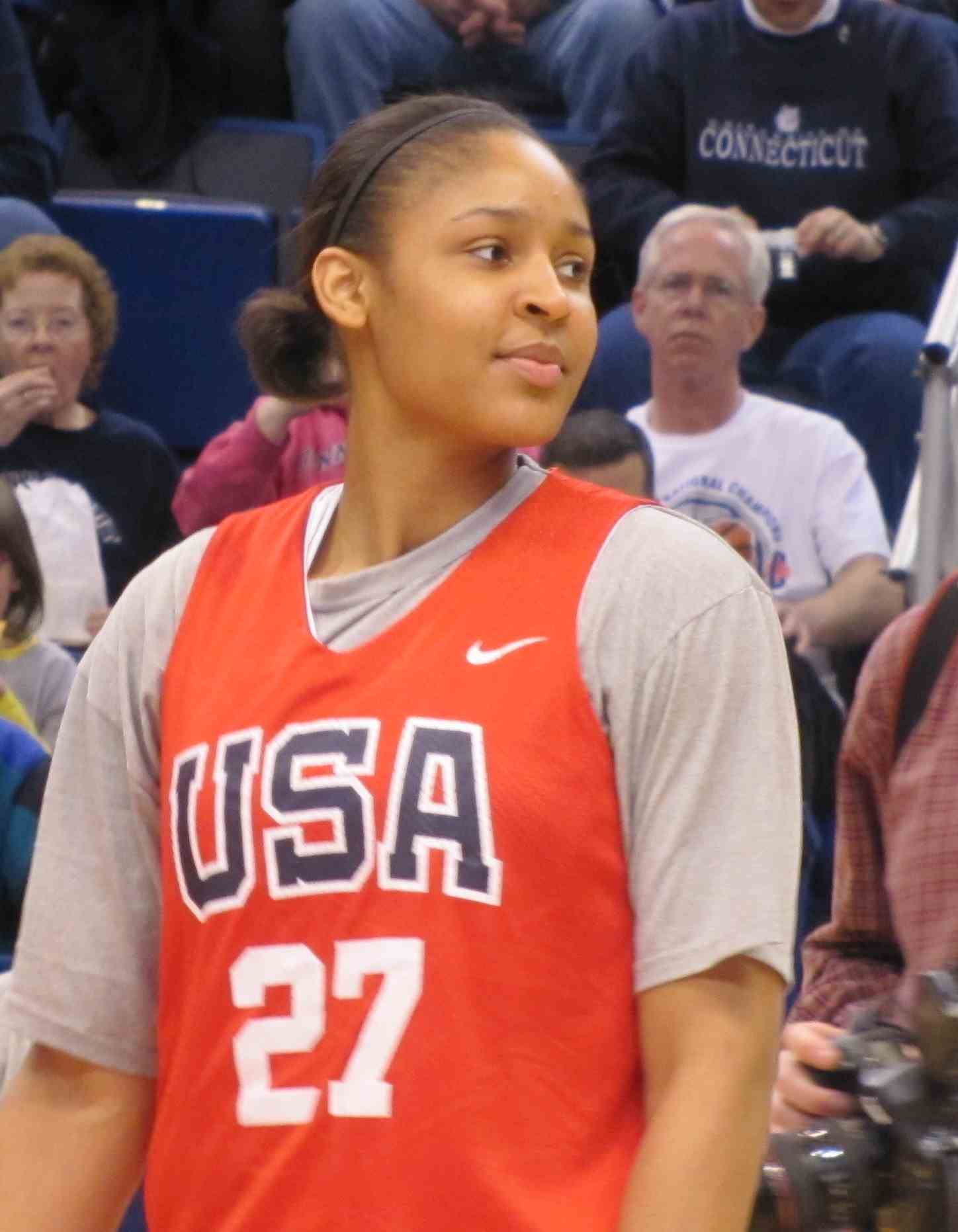
Maya Moore, 1er choix de la Draft 2011

### Légende
|   | Signale une joueuse qui a été intronisé au Basketball Hall of Fame                                                         |
|   | Signale une joueuse qui a été sélectionnée pour au moins un match annuel WNBA All-Star Game et une sélection All-WNBA Team |
|   | Signale une joueuse qui a été sélectionnée pour au moins un match annuel WNBA All-Star Game                                |
|   | Signale une joueuse qui a été sélectionnée pour au moins une sélection All-WNBA Team                                       |
| R | Signale la joueuse qui a remporté le titre de WNBA Rookie of the Year                                                      |

### Premier tour
| Choix | Nom                  | Position      | Nationalité | Équipe                          | Provenance                  |
| ----- | -------------------- | ------------- | ----------- | ------------------------------- | --------------------------- |
| 1     | Maya Moore R         | Ailière       | États-Unis  | Lynx du Minnesota               | Connecticut                 |
| 2     | Liz Cambage          | Pivot         | Australie   | Shock de Tulsa                  | Bulleen Boomers (Australie) |
| 3     | Courtney Vandersloot | Meneuse       | États-Unis  | Sky de Chicago                  | Gonzaga                     |
| 4     | Amber Harris         | Ailière       | États-Unis  | Lynx du Minnesota (via le Sun)  | Xavier                      |
| 5     | Jantel Lavender      | Ailière forte | États-Unis  | Sparks de Los Angeles           | Ohio State                  |
| 6     | Danielle Robinson    | Meneuse       | États-Unis  | Silver Stars de San Antonio     | Oklahoma                    |
| 7     | Kayla Pedersen       | Ailière       | États-Unis  | Shock de Tulsa (via le Mercury) | Stanford                    |
| 8     | Ta'Shia Phillips     | Pivot         | États-Unis  | Dream d'Atlanta                 | Xavier                      |
| 9     | Jeanette Pohlen      | Meneuse       | États-Unis  | Fever de l'Indiana              | Stanford                    |
| 10    | Alex Montgomery      | Arrière       | États-Unis  | Liberty de New York             | Georgia Tech                |
| 11    | Victoria Dunlap      | Ailière       | États-Unis  | Mystics de Washington           | Kentucky                    |
| 12    | Jasmine Thomas       | Meneuse       | États-Unis  | Storm de Seattle                | Duke                        |

### Deuxième tour
| Choix | Nom                    | Position      | Nationalité | Équipe                                     | Provenance                  |
| ----- | ---------------------- | ------------- | ----------- | ------------------------------------------ | --------------------------- |
| 13    | Jessica Breland        | Ailière       | États-Unis  | Lynx du Minnesota (via le Shock et le Sun) | North Carolina              |
| 14    | Felicia Chester        | Ailière       | États-Unis  | Lynx du Minnesota                          | DePaul                      |
| 15    | Carolyn Swords         | Pivot         | États-Unis  | Sky de Chicago                             | Boston College              |
| 16    | Sydney Colson          | Meneuse       | États-Unis  | Sun du Connecticut                         | Texas A&M                   |
| 17    | Angie Bjorklund        | Ailière       | États-Unis  | Sky de Chicago (via le Sparks)             | Tennessee                   |
| 18    | Rachel Jarry           | Arrière       | Australie   | Dream d'Atlanta (via le Silver Stars)      | Bulleen Boomers (Australie) |
| 19    | Brittany Spears        | Ailière       | États-Unis  | Mercury de Phoenix                         | Colorado                    |
| 20    | Danielle Adams         | Ailière forte | États-Unis  | Silver Stars de San Antonio (via le Dream) | Texas A&M                   |
| 21    | Italee Lucas           | Arrière       | États-Unis  | Shock de Tulsa (via le Fever)              | North Carolina              |
| 22    | Angel Robinson         | Ailière       | États-Unis  | Liberty de New York                        | Marquette                   |
| 23    | Karima Christmas-Kelly | Arrière       | États-Unis  | Mystics de Washington                      | Duke                        |
| 24    | Ify Ibekwe             | Ailière       | États-Unis  | Storm de Seattle                           | Arizona                     |

### Troisième tour
| Choix | Nom               | Position      | Nationalité | Équipe                      | Provenance             |
| ----- | ----------------- | ------------- | ----------- | --------------------------- | ---------------------- |
| 25    | Chastity Reed     | Ailière forte | États-Unis  | Shock de Tulsa              | Arkansas–Little Rock   |
| 26    | Kachine Alexander | Meneuse       | États-Unis  | Lynx du Minnesota           | Iowa                   |
| 27    | Amy Jaeschke      | Pivot         | États-Unis  | Sky de Chicago              | Northwestern           |
| 28    | Adrienne Johnson  | Ailière       | États-Unis  | Sun du Connecticut          | Louisiana Tech         |
| 29    | Elīna Babkina     | Meneuse       | Lettonie    | Sparks de Los Angeles       | Lotos Gdynia (Pologne) |
| 30    | Porsha Phillips   | Ailière       | États-Unis  | Silver Stars de San Antonio | Georgia                |
| 31    | Tahnee Robinson   | Meneuse       | États-Unis  | Mercury de Phoenix          | Nevada                 |
| 32    | Kelsey Bolte      | Meneuse       | États-Unis  | Dream d'Atlanta             | Iowa State             |
| 33    | Jori Davis        | Meneuse       | États-Unis  | Fever de l'Indiana          | Oklahoma State         |
| 34    | Mekia Valentine   | Pivot         | États-Unis  | Liberty de New York         | UC Santa Barbara       |
| 35    | Sara Krnjić       | Pivot         | Serbie      | Mystics de Washington       | MiZo Pécs (Hongrie)    |
| 36    | Krystal Thomas    | Pivot         | États-Unis  | Storm de Seattle            | Duke                   |

## Pour approfondir

### Note
1. ↑  choix invalidé.